# Moovit
Moovit es una aplicación de transporte público y un servicio de mapeo desarrollado por la compañía de software israelí Moovit Inc. La app incluye planificación de viajes, horarios de salida y llegada en vivo, itinerarios actualizados, mapas de paradas y estaciones locales, alertas de servicios, y avisos que podrían afectar algún viaje. Actualmente está disponible para dispositivos móviles Android, iOS, y Windows Phone, y tiene una versión web. En el año 2015, Moovit afirmaba ser es la aplicación de transporte público más utilizada en el mundo.

## Historia
Originalmente llamado Tranzmate, Moovit fue fundado como una startup en Israel en 2012 por los desarrolladores Nir Erez, Roy Bick y Yaron Evron. La compañía recaudó 3,5 millones de dólares en su primera ronda de financiación de Gemini Funds y BRM Capital. A principios de 2013, la compañía se lanzó en todo el mundo. En 2013, Moovit recibió 28 millones de dólares de capital de riesgo de Sequoia Capital, BRM Group y Gemini Funds.
En marzo de 2014, Moovit puso en marcha un "editor comunitario" que permite a los editores voluntarios generar datos de horarios y mapas, proporcionando datos de tránsito para las zonas en las que no hay datos oficialmente disponibles para los desarrolladores de aplicaciones[4].
En enero de 2015, la empresa recaudó 50 millones de dólares en su ronda de financiación de la Serie-C de los nuevos y anteriores inversores.
En febrero de 2018, Moovit recaudó otros 50 millones de dólares en su ronda de financiación de la Serie D. La financiación fue liderada por Intel Capital, con la participación de antiguos inversores. Como parte de la ronda, Amnon Shashua, vicepresidente de Intel, se unió a la junta directiva de Moovit como observador.
En diciembre de 2017, la aplicación alcanzó los 100 millones de usuarios y proporcionó servicio en 1.500 ciudades de 78 países. En agosto de 2019, Moovit anunció que es utilizada por más de 500 millones de personas en todo el mundo y está disponible en más de 3.000 ciudades de 92 países del mundo. En febrero de 2020, la aplicación alcanzó los 720 millones de usuarios y proporcionó servicio en 100 países, y en mayo de 2020, cuando Intel adquirió Moovit, tenía 800 millones de usuarios.
En mayo de 2020, Moovit fue adquirida por Intel por 900 millones de dólares y se ha integrado con Mobileye.

## Visión general
Moovit ofrece información del transporte público navegación GPS a través de diferentes tipos de transporte, incluyendo autobuses, transbordadores, metros, trenes, tranvías, y trolebuses. Los usuarios pueden acceder un mapa en vivo, y observar las estaciones y paradas cercanas basados en su ubicación GPS actual, así como planificar viajes a través de diferentes medios de transporte basados en información en tiempo real La aplicación difiere de las aplicaciones de transporte público tradicionales al ser dirigida por la comunidad e integrar información oficial de transporte público de los operadores con datos en tiempo real recolectados por los usuarios vía crowdsourcing. En marzo de 2014, Moovit se convirtió en el primer proveedor en crear información de tránsito para áreas en las que no existe información oficial disponible (o donde las agencias locales de transporte no la ofrecen a desarrolladores) al crear un "editor comunitario" y permitir a editores voluntarios generar información sobre mapas e itinerarios para ser cargada a la app de Moovit.
Al transportarse con la función de 'Direcciones en vivo' activada, los usuarios pueden transmitir sus datos velocidad y ubicación a Moovit pasiva y anónimamente. Entonces, Moovit integra esta información proveniente del crowdsourcing con horarios de transporte público para mejorar los resultados de los planes de viaje basado en condiciones actuales, y comparte esta información con la comunidad de usuarios. Además de compartir datos pasivamente, los usuarios pueden enviar reportes activamente, incluyendo razones para retrasos, congestionamiento, satisfacción con su conductor de autobús, y disponibilidad de wifi.
Moovit está disponible en más de 3.000 ciudades a través de 93 países alrededor del mundo, incluyendo ciudades como Barcelona, Bogotá, Ciudad del Cabo, Estambul, Londres, Los Ángeles, Buenos Aires, Madrid, Ciudad de México, Montevideo, Nueva York, París, Río de Janeiro, Roma, São Paulo, Santiago de Chile, Sídney, San Luis Potosí, Tel Aviv, y Toronto. La aplicación es gratis para dispositivos móviles con Android, iOS y Web
Moovit utiliza OpenStreetMap, un proyecto colaborativo cuyo fin es crear un mapa editable gratis del mundo basado en la Licencia Abierta de Bases de datos.
La compañía lanzó su primer Informe Mundial de Uso del Transporte Público (enlace roto disponible en Internet Archive; véase el historial, la primera versión y la última). anual en diciembre de 2016, el cual recopila datos de 50 millones de viajes en 47 ciudades a través de América, Asia y Europa. Este informe reveló las ciudades con los tiempos de viaje más largos y más cortos, y las distancias que las personas caminan en sus viajes.

## Premios
Moovit ha recibido muchos premios, incluyendo:
- MTA App Quest 2013 Popular Choice Award.[20]
- Mejor aplicación móvil en la Smart Cities Expo World Conference 2013.[21]
- Una de las diez Start Ups en Israel con el inicio más prometedor, realizado por Ernst y Young.[22]
- Los Premios GeekTime 2014 a la Mejor Startup Móvil y a la Mejor Startup en general.[23]
- Premio Atlas a la Mejor Start-Up israelí.[24]
- Premio GeekTime Geek 2016 a la Mejor Startup Móvil israelí.[25]
- Premio Google Play a la Mejor App Local 2016 en EE. UU., Canadá, América del Norte y Medio Oriente, y Hong Kong[26]

Moovit fue seleccionada por la Alcaldía de Río de Janeiro como la app oficial de tránsito de los Juegos Olímpicos de Río 2016, y colaboró con la app UEFA EURO 2016 Fan Guide para ayudar a los hinchas del fútbol a transportarse durante la Eurocopa 2016.